# Apogon nigripes
Apogon nigripes är en fiskart som beskrevs av Playfair, 1867. Apogon nigripes ingår i släktet Apogon och familjen Apogonidae. Inga underarter finns listade i Catalogue of Life.

## Bildgalleri

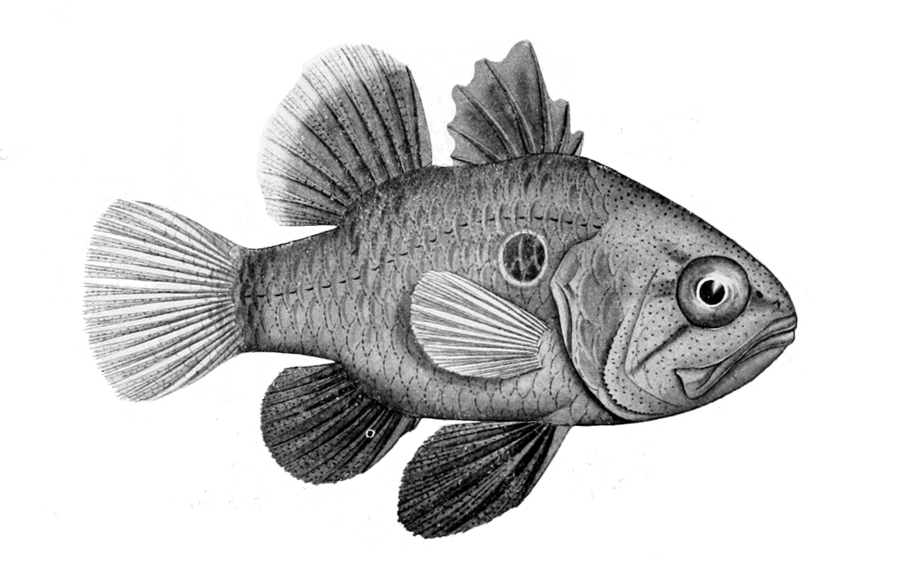